# Látrány
Látrány egy község Somogy vármegyében, a Fonyódi járásban.

## Fekvése
Látrány a Szigetvár-Kaposvár-Balatonlelle közt húzódó régi 67-es főút mellett, Balatonlellétől 5 kilométerre délkeletre található. A 67-es főút újabb építésű, településeket elkerülő szakaszától 3 kilométeres, külön táblával jelzett bekötőúton érhető el, Somogytúron keresztül. Központján a 67-es régi nyomvonala, a Somogytúr-Balatonlelle közti 6713-as út vezet végig, közigazgatási területét emellett érinti az Andocstól idáig húzódó 6514-es út és egy alig egy kilométer hosszú, ennek ellenére négy számjegyű útnak számító útszakasz, a 6515-ös út is.

## Története
A község képében ma is őrzi a honfoglalók szállásainak jellegzetességét. Az egykori lakhelyek nagycsaládonként kör alakzatokat formáltak, közepén a közösség számára fenntartott térrel, a külső oldalon sánccal övezve. Később a népesség növekedésével és a házépítés térhódításával a közöttük hagyott üres területen házsorok és kanyargós utcák alakultak ki. Az épületek közül számos lakóház magán viseli a település népi építészeti hagyományait, így a századforduló tipikus dél-balatoni faluképe Látrányban még fellelhető.

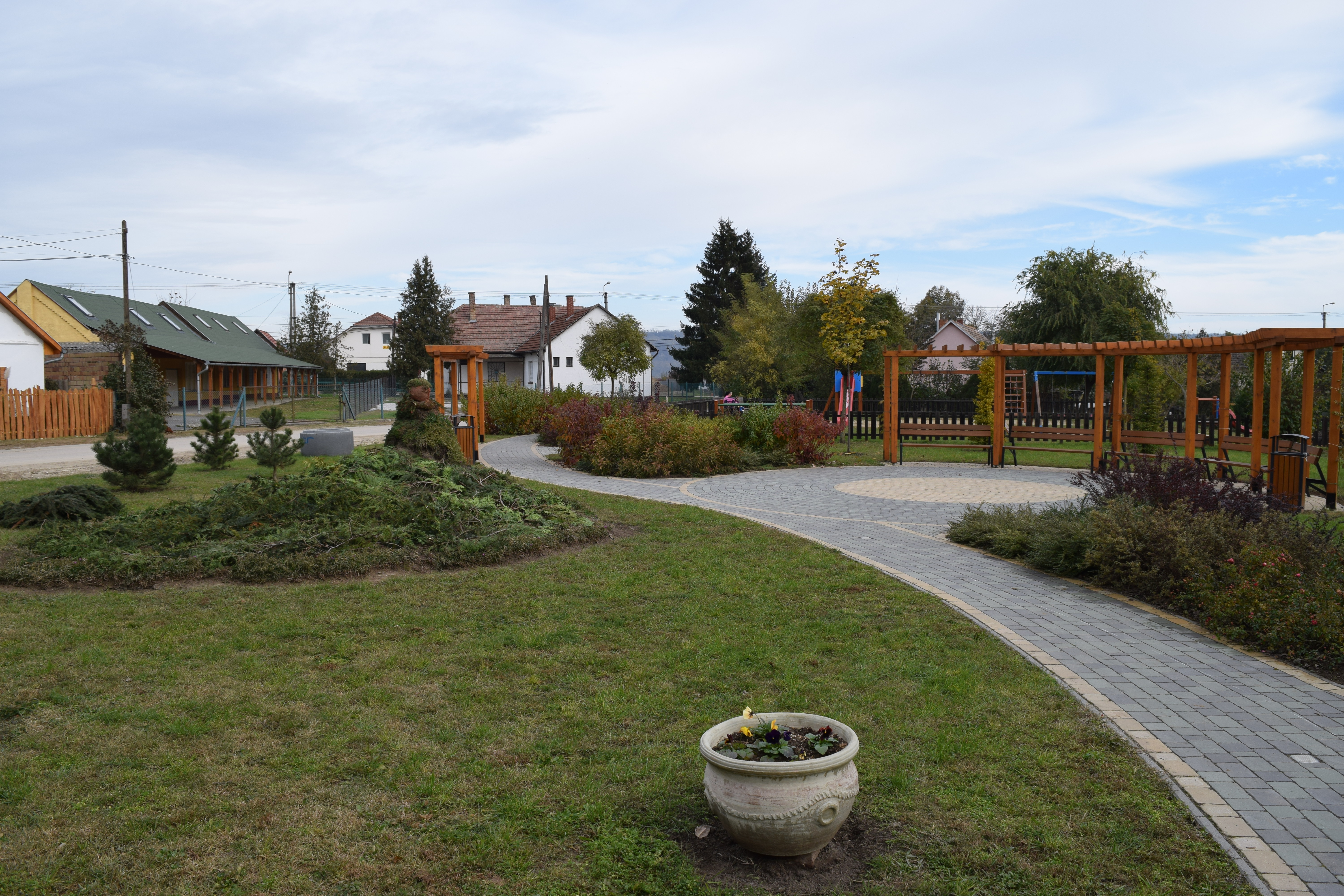
A Kossuth tér

A mai Látrány területén az Árpád-korban hat kisebb település állt: För, Látrány, Péntekhely, Csopak, Csegléd és Iklód. Noha a neveket a mai napig őrzik a környékbeli földrajzi nevek, a hat településből csupán Látrány maradt folyamatosan lakott a későbbi évszázadokban.
1391-ben Kővágóörsi Kis György – a későbbi Batthyány család egyik őse – kapta adományul a falut. 1395-ben Zsigmond király Látrányért és az ekkorra elnéptelenedett För, Csopak és Iklód földjéért Atádot adta Györgynek, Látrány így újra királyi birtokká vált. 1396-ban a Marczali családnak adományozta a király; a család ezen ágának kihalásáig földesura is marad a községnek. 1490-ben rövid időre Corvin János tulajdona volt Látrány, akinek apja, Mátyás király adományozta a települést. Corvin Jánostól Ulászlóhoz, majd – szintén királyi adományként – a Báthoriakhoz került. 1536-tól előbb Pekry Lajos, aztán Ungnád Kristóf, 1598-tól Nádasdy Ferenc, majd fia, Nádasdy Pál birtokolta.
A település a török megszállás ideje alatt is lakott volt, sőt, a környékbeli kisebb falvak, puszták lakói is idemenekültek. Így az 1563-as török adólajstromban előbb 14, majd 17 portával rendelkező községként szerepelt.
Feltehetőleg Látrányt is elérte a reformáció, erről azonban kevés az írásos emlék. Annyi biztos, hogy miután 1677-től Széchenyi Zsigmond birtokai közé került, a gróf kiutasította a református prédikátort a faluból. A református fa imaházat a Gölléről idehozatott Gomba Imre plébános katolikus templommá szentelte, a volt református lelkészlakot pedig elfoglalta.

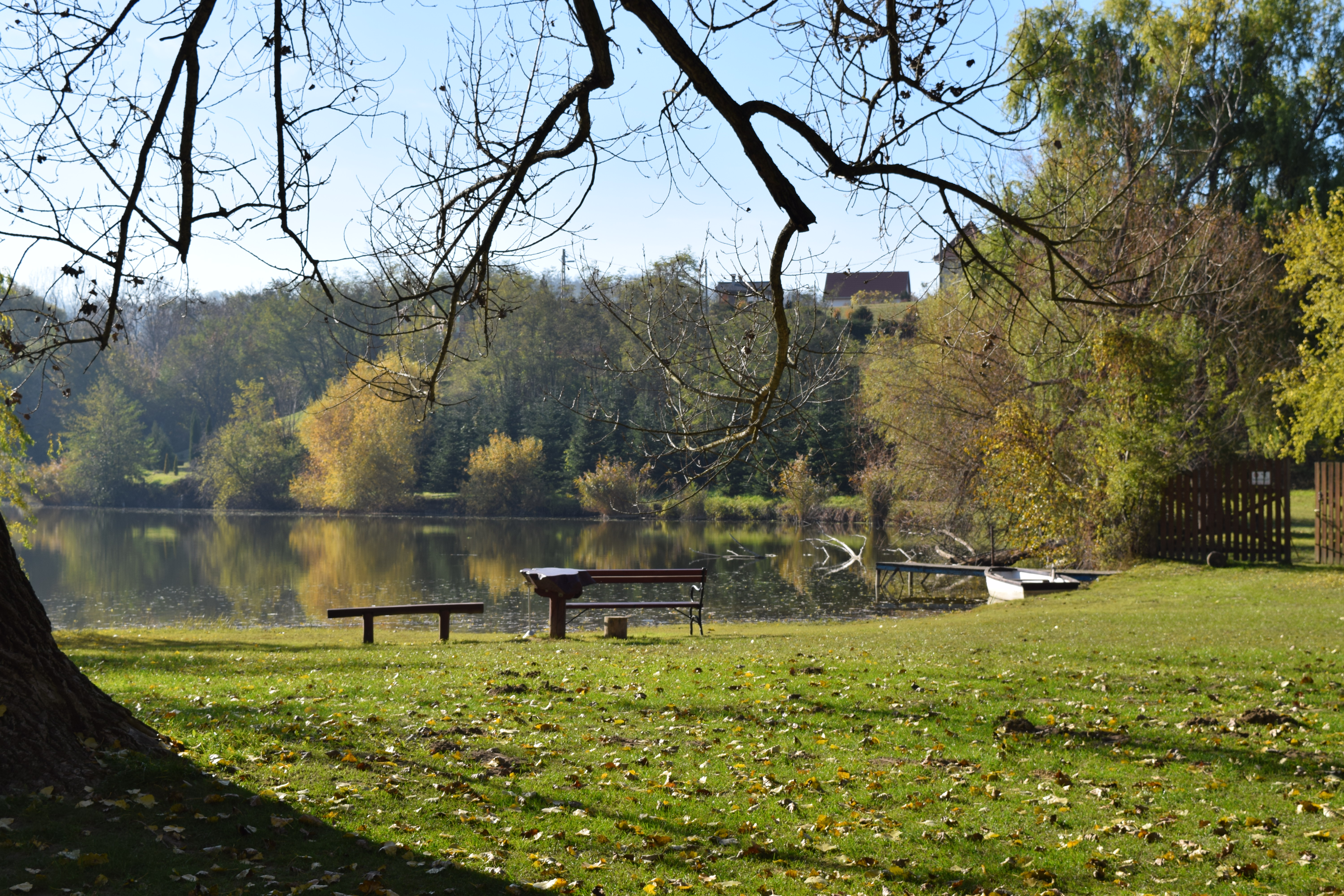

1757-től a lengyeltóti Lengyel család tulajdona lett a falu, 1763-ban felépült a jelenlegi katolikus templom. A köznép megélhetését a földműves- és az erdei munka, a szőlőművelés és a halászat biztosította. 1800-ban zajlott le a „Látrányi tumultus” néven elhíresült eset, melynek következményeként 3 látrányi református lakost akasztatott fel az akkori földesúr a falu határban lévő Akasztófadombon. 1805-től Széchenyi Ferencnek, 1835-től jeszeniczei Jankovics Ferencnek és gróf Festetics Pálnak, majd a 20. század első felében a Löwensohn családnak voltak nagyobb birtokai Látrányban.
1864-ben tűzvész pusztított a községben, ekkor a falu nagy része leégett, és megsemmisültek a katolikus egyházközség anyakönyvei is. A Somogy vármegyei összeírási adatok szerint ez idő tájt Látrány körjegyzőségi székhely volt, 250 házzal és 1429 lakossal. Postája helyben, távírója Balatonlellén, vasútállomása Balatonbogláron volt.
Az 1900-as években Látrány fejlődése újabb lendületet vett. Lakosainak száma, beépített területe növekedett. A 21. század elején 580 lakó- és üdülőépület volt található a faluban, a lakosok száma 1300–1400 fő volt. Az alapvető egészségügyi ellátást - orvos, gyógyszertár - nem csak a helybeliek, de a környező falvak (Somogytúr, Somogybabod, Visz) lakói számára is itt biztosítják.

## Közélete

### Polgármesterei
- 1990–1992: Emri Gyula (független)[3]
- 1992–1994: Tóth László (független)
- 1994–1998: Tóth László (független)[4]
- 1998–2002: Tóth László (független)[5]
- 2002–2006: Tóth László (független)[6]
- 2006–2010: Tóth László (független)[7]
- 2010–2014: Kelemen Ferenc (független)[8]
- 2014–2019: Kelemen Ferenc (független)[9]
- 2019–2024: Kelemen Ferenc (Fidesz-KDNP)[10]
- 2024– : Hartung-Mihály Anett (független)[1]

A településen 1992. augusztus 9-én időközi polgármester-választás zajlott.

## Népesség
A település népességének változása:
| Lakosok száma | 1364 | 1351 | 1342 | 1408 | 1389 | 1365 | 1316 |
|               | 2013 | 2014 | 2015 | 2021 | 2022 | 2023 | 2024 |

A 2011-es népszámlálás során a lakosok 86,3%-a magyarnak, 5,7% cigánynak, 2,2% németnek, 0,2% szerbnek mondta magát (13,1% nem nyilatkozott; a kettős identitások miatt a végösszeg nagyobb lehet 100%-nál). A vallási megoszlás a következő volt: római katolikus 52,2%, református 15,8%, evangélikus 1%, görögkatolikus 0,4%, felekezet nélküli 3,7% (25% nem nyilatkozott).
2022-ben a lakosság 87,8%-a vallotta magát magyarnak, 5,6% cigánynak, 3,8% németnek, 0,3% lengyelnek, 0,2% románnak, 0,1-0,1% szerbnek, ukránnak és szlováknak, 1,9% egyéb, nem hazai nemzetiségűnek (11,1% nem nyilatkozott; a kettős identitások miatt a végösszeg nagyobb lehet 100%-nál). Vallásuk szerint 45,3% volt római katolikus, 13,7% református, 1,1% evangélikus, 0,3% görög katolikus, 0,1% ortodox, 1,3% egyéb keresztény, 2,4% egyéb katolikus, 5,8% felekezeten kívüli (29,9% nem válaszolt).

## Nevezetességei
A községben két műemléki védelem alatt álló templom található.

### Római katolikus templom
1763-ban épült késő barokk stílusban, rendezett park közepén áll. A szép arányú épület belsejében is akad csodálnivaló: a rokokó főoltár, Szent Mihály arkangyal képével, a késő barokk mellékoltár, a szószék és a szép hangú orgona. Említésre és megtekintésre méltóak a templombelső freskói. A templom főhajójának északi oldalán látható festményen Látrány községet is ábrázolta a művész, a kép emberalakjaiban pedig a község akkori lakosait örökítette meg.

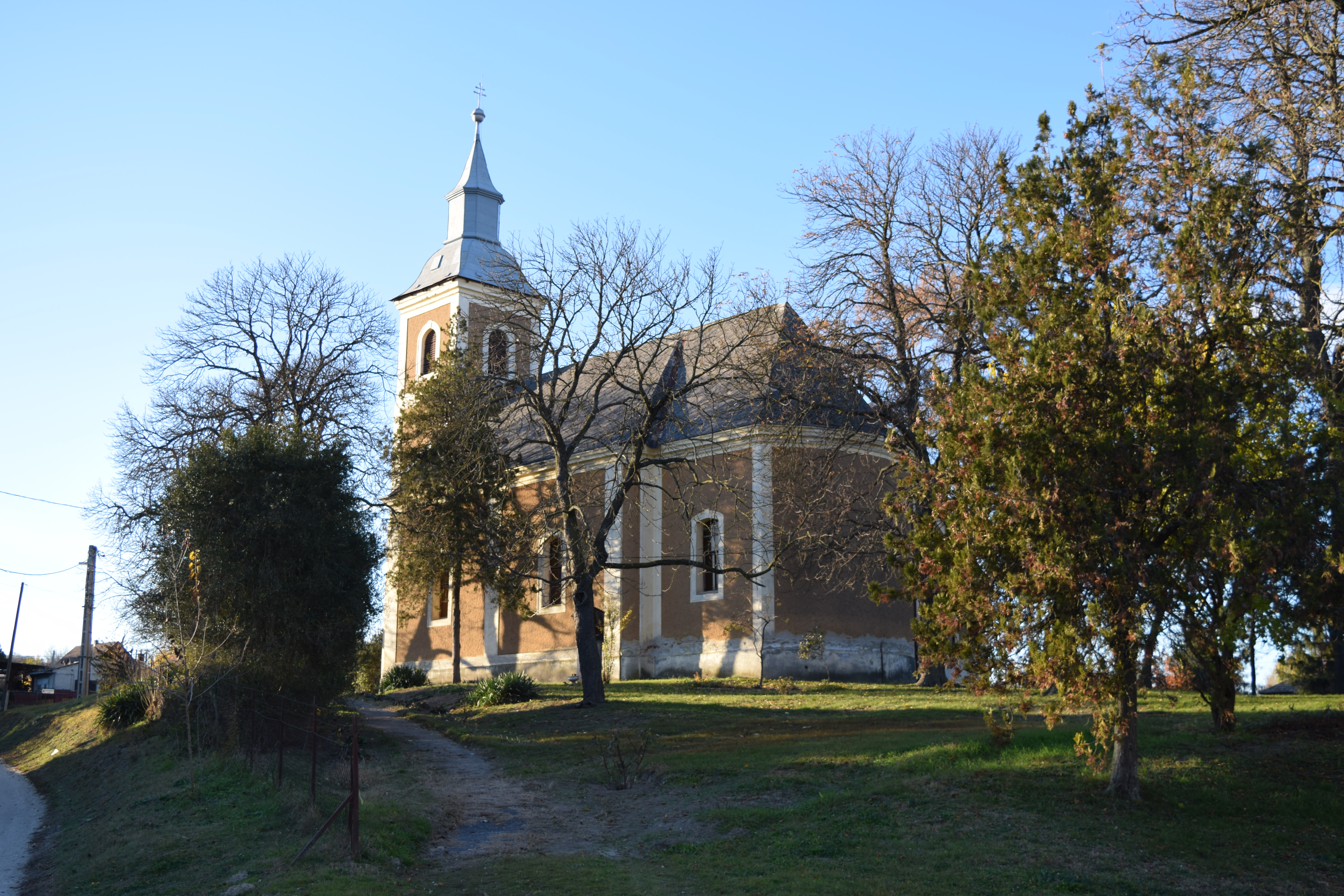
A katolikus templom

A katolikus templom bejárata melletti ékesen faragott, az 1910-es években készült kőfeszületet a rajta olvasható felirat szerint „Isten dicsőségére állíttatta Bagyarik Ferenc és neje, Miglicz Terézia, valamint fiuk, Péter”.

### Református templom

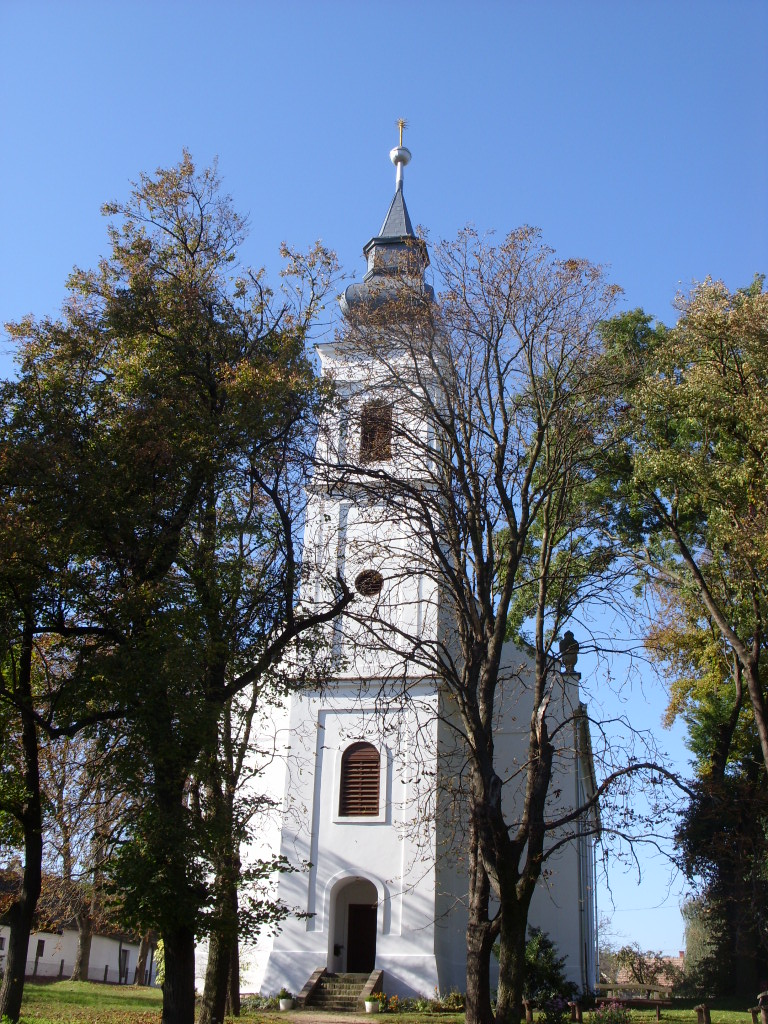
A református templom

A református templom copf stílusú, 30 méter hosszú, 14 méter széles, falmagassága 12 méter, falvastagsága 1 méter. A  torony csillaga 40 méter magasan jelzi: Látrányban is élnek reformátusok. 1823-ban fogtak bele a község református lakosai a templom megépítéséhez. A hagyomány szerint olyan nagy volt az elődök lelkesedése, hogy az építkezéshez szükséges meszet és követ a Balaton túlsó, északi oldaláról, Veszprém vármegyéből szerezték be. A közös megegyezés alapján kijelölt napon minden jégjárásra alkalmas lovas fogat megindult, és a Balaton jegén át hozták az építőanyagot Látrányba. 1824 őszére elkészült az oratórium, majd 1826-ban a torony, 1829-ben pedig a toronysisak, amelynek gömbjébe az akkor építők kéziratos üzenetet rejtettek az utódok számára. A toronyban két harang lakik. Orgonája, mely az Angster gyárban készült 1904-ben, nagyon rossz állapotú. Az évtizedek óta néma hangszert a gyülekezet szeretné felújíttatni, ám ehhez kevés a saját anyagi ereje.
A református templom és a parókia közötti sírkő a temetőből került a templomudvarba, a család kérésére. Kulifay József református kántortanító nyughelyét jelezte, aki az 1890-es évektől oktatott a látrányi református népiskolában. A kőbe vésett rövidített hitvallás: „A.B.F.R.A.” jelentése: „a boldog feltámadás reménye alatt”.

### Természeti környezet

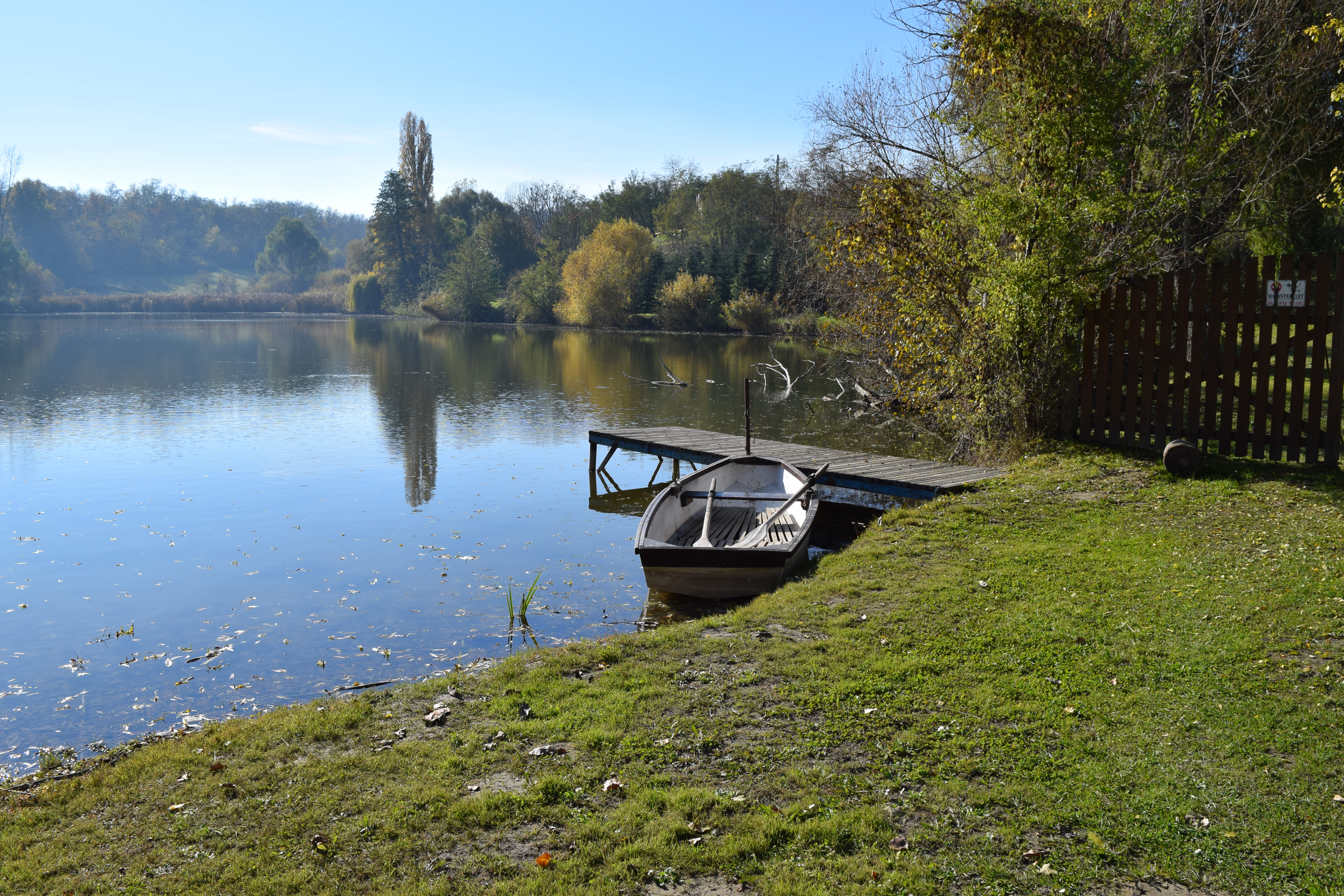
A Füzes-tó

Szőlődombok és ligetek ölelésében fekszik a 3 hektáros Füzes-tó, amely az 1800-as évek elején keletkezett. A horgászok kedvelt célállomása gazdag és nagy egyedméretű haltenyészete miatt. A horgászzsákmányok között volt már 24 kilós ponty, 16 kilós amur, és 9 kilós csuka is. A Füzes öreg vizében óriási harcsák is élnek, az eddig kifogott legnagyobb példány 43 kilót nyomott, ám ennél jóval nagyobbak is élnek a tóban. A tavat sétány öleli körbe, a tóval egyidős, óriási fákkal borított park pedig lehetőséget nyújt szabadtéri főzésre, grillezésre és családi összejövetelek tartására is.
A Balaton közelsége ellenére sok látogatót csalogat ide a falu szélén levő, a Tetves-patak mentén kialakított természetvédelmi terület, a Látrányi-puszta ősgyepje, valamint a szőlőhegyek (Csopaki-, Aszó- és Öreg-hegy) borospincéi a dél-balatoni történelmi borvidék ízletes boraival.
Látrányt kiváló gyümölcstermesztő helyként és az egyik legszebb dél-balatoni településként tartják számon. Üdülővendég több háznál találhat szállást a falusi turizmus keretében működő fizetővendég-szolgálat által.

### Rendezvények
2014 óta minden nyáron megrendezik a Látrányi Lekvár- és Gyümölcsfesztivált.

## A település az irodalomban
- Látrány megjelenik Fekete István író A koppányi aga testamentuma című ifjúsági regényében, annak egyik, a történet szempontjából nem kirívóan fontos, de mégis sarkalatos, többször is említett helyszíneként.